# 藍灰矮冠䲁
藍灰矮冠䲁（學名：Praealticus caesius），為輻鰭魚綱鳚形目䲁科矮冠䲁屬的一種，分布於中太平洋東部皮特凱恩群島與法屬玻里尼西亞海域，本魚體延長略側扁，頭部短鈍，眼上眶有分支觸鬚，缺乏頸背觸鬚，前鼻孔後緣有小觸鬚，通常不分支，唇緣光滑，雌魚背部白色至淺灰色，腹部白色，身體上側有6對黑斑點，尾柄上有1個斑點，每個斑點都透過一條灰色橫帶與下方的一系列斑點相連，背鰭棘部背面有一條黑線，軟部基部有4對小黑點，身體後半部有藍白色小斑點，大部分在上半部，頭部腹部有狹窄的黑色條紋，延伸至喉部，眼後緣有一條白線，一直延伸至上唇下方，中鰭有黑色邊緣，冠膜的後部具有狹窄的粉紅色邊緣和寬闊的邊緣下黑色帶，背鰭基部有交替的黑色和白色斑點，尾鰭中部基部有一個黑斑；雄魚類似，但身體顏色較深，身體上有藍白色斑點，通常呈橢圓形，喉部有淡軟部斜黑帶，背鰭軟部有斜白線的斜白線，背鰭硬棘13枚、背鰭軟條17-20枚、臀鰭硬棘2枚、臀鰭軟條19-22枚，體長可達7.9公分，棲息在水淺的岩石海岸，雌魚產附著性卵，雄魚有護卵行為，幼魚為浮游性，生活習性不明。